# Marjal de Pego-Oliva (ZEPA)
Marjal de Pego-Oliva (ZEPA) este o arie protejată (arie de protecție specială avifaunistică — SPA) din Spania întinsă pe o suprafață de 1.252,04 ha, integral pe uscat.

## Localizare
Centrul sitului Marjal de Pego-Oliva (ZEPA) este situat la coordonatele 38°52′25″N 0°03′42″W / 38.8736°N 0.0617°V.

## Înființare
Situl Marjal de Pego-Oliva (ZEPA) a fost declarat arie de protecție specială avifaunistică în noiembrie 1995 pentru a proteja 1 specie de plante și 84 de specii de animale.

## Biodiversitate
Situată în ecoregiunea mediteraneană, aria protejată conține 10 habitate naturale: Tufărișuri termo-mediteraneene și de pre-deșert, Liziere de ierburi înalte hidrofile de câmpie și de nivel montan până la alpin, Pajiști umede mediteraneene cu ierburi înalte de Molinio-Holoschoenion, Lacuri eutrofice naturale cu vegetație de tip Magnopotamion sau Hydrocharition, Râuri mediteraneene cu debit permanent cu specii de Paspalo-Agrostidion și galerii riverane de Salix și de Populus alba, Lagune de coastă, Pseudostepă cu ierburi și specii anuale de Thero-Brachypodietea, Pășuni mediteraneene udate de apa mării (Juncetalia maritimi), Lacuri și iazuri distrofice naturale, Pajiști carstice calcaroase sau bazofile, de Alysso-Sedion albi.
La baza desemnării sitului se află mai multe specii protejate:
- plante (1): Kosteletzkya pentacarpos
- păsări (81): privighetoare-de-baltă (Acrocephalus melanopogon), fluierar de munte (Actitis hypoleucos), pescăruș albastru (Alcedo atthis), rață sulițar (Anas acuta), rață lingurar (Anas clypeata), rață pitică (Anas crecca), rață fluierătoare (Anas penelope), rață mare (Anas platyrhynchos), rață cârâitoare (Anas querquedula), rață pestriță (Anas strepera), gâscă cenușie (Anser anser), stârc cenușiu (Ardea cinerea), stârc roșu (Ardea purpurea), stârc galben (Ardeola ralloides), pietruș (Arenaria interpres), rață-cu-cap-castaniu (Aythya ferina), rață roșie (Aythya nyroca), buhai de baltă (Botaurus stellaris), Bubulcus ibis, fugaci de țărm (Calidris alpina), fugaci mic (Calidris minuta), prundăraș de sărătură (Charadrius alexandrinus),  prundaș gulerat mic (Charadrius dubius), prundaș gulerat mare (Charadrius hiaticula), chirighiță-cu-obraz-alb (Chlidonias hybridus), chirighiță neagră (Chlidonias niger), barză albă (Ciconia ciconia), barză neagră (Ciconia nigra), erete de stuf (Circus aeruginosus), erete cenușiu (Circus pygargus), egretă albă (Egretta alba), egretă mică (Egretta garzetta), presură de stuf (Emberiza schoeniclus), lișiță (Fulica atra), Fulica cristata, becațină comună (Gallinago gallinago), găinușă de baltă (Gallinula chloropus), pescăriță râzătoare (Gelochelidon nilotica), ciovlica roșcată (Glareola pratincola), cocor (Grus grus), piciorong (Himantopus himantopus), stârc pitic (Ixobrychus minutus), Larus audouinii, pescăruș argintiu (Larus cachinnans), pescăruș negricios (Larus fuscus), Larus genei, pescăruș-cu-cap-negru (Larus melanocephalus), pescăruș râzător (Larus ridibundus), sitar de mal nordic (Limosa lapponica), sitar de mâl (Limosa limosa), gușă albastră (Luscinia svecica), becațină mică (Lymnocryptes minimus), Marmaronetta angustirostris, rață cu ciuf (Netta rufina), culic mare (Numenius arquata), stârc de noapte (Nycticorax nycticorax), Oxyura leucocephala, vultur pescar (Pandion haliaetus), bătăuș (Philomachus pugnax), Phoenicopterus ruber, lopătar (Platalea leucorodia), țigănuș (Plegadis falcinellus), ploier auriu (Pluvialis apricaria), ploier argintiu (Pluvialis squatarola), corcodel mare (Podiceps cristatus), corcodel-cu-gât-negru (Podiceps nigricollis), Porphyrio porphyrio, cristei de baltă (Rallus aquaticus), ciocântors (Recurvirostra avosetta), chiră mică (Sterna albifrons), chiră de baltă (Sterna hirundo), chiră de mare (Sterna sandvicensis), silvie de tufiș (Sylvia undata), corcodel mic (Tachybaptus ruficollis), călifar alb (Tadorna tadorna), fluierar negru (Tringa erythropus), fluierar de mlaștină (Tringa glareola), fluierar cu picioare verzi (Tringa nebularia), fluierarul de zăvoi (Tringa ochropus), fluierarul cu picioare roșii (Tringa totanus), nagâț (Vanellus vanellus)
- pești (3): Aphanius iberus, zvârluga (Cobitis taenia), Valencia hispanica